# Nyamusenyi (vattendrag i Bururi)
Nyamusenyi är ett vattendrag i Burundi.   Det ligger i provinsen Bururi, i den sydvästra delen av landet, 60 km söder om huvudstaden Bujumbura.
Omgivningarna runt Nyamusenyi är en mosaik av jordbruksmark och naturlig växtlighet. Runt Nyamusenyi är det ganska tätbefolkat, med 166 invånare per kvadratkilometer.